# باب لیلی (بازیکن فوتبال)
باب لیلی (انگلیسی: Bob Lilley; ۳ آوریل ۱۸۹۳ – ۱۲ ژانویهٔ ۱۹۶۴) بازیکن فوتبال اهل بریتانیا بود.
از باشگاه‌هایی که در آن بازی کرده‌است می‌توان به باشگاه فوتبال نلسون و باشگاه فوتبال روچدیل اشاره کرد.